# 中国气象局培训中心
中国气象局培训中心是隶属于中国气象局的业务部门，是系统内部的高层次专业知识的继续教育和干部管理以及岗位技能的培训基地。同时下辖原气象局图书馆，为内部人员提供的图书情报以及历史文献资料。2003年成为世界气象组织南京区域气象培训中心北京分部。这些年通过局校合作机制，提供一定的高等教育和科研工作，也是气象部门的高等教育培训机构。
中国气象局培训中心前身是北京气象学院，创建于1955年，是中国大陆第一所气象专业学校，1960年改建为北京气象专科学校，文革期间停办，1978年复校，1984年又改建为北京气象学院，1999年1月转建为中国气象局培训中心，全体教职人员脱离了国家教委的领导，转为中国气象局的内部职工。